# V405 Близнецов
V405 Близнецов (лат. V405 Geminorum) — двойная затменная переменная звезда типа W Большой Медведицы (EW) в созвездии Близнецов на расстоянии приблизительно 1673 световых лет (около 513 парсек) от Солнца. Видимая звёздная величина звезды — от +11,03m до +10,88m. Орбитальный период — около 0,4621 суток (11,091 часа).
Открыта Францем Агерером и В. Квестером в 2003 году*.

## Характеристики
Первый компонент — жёлто-белая звезда спектрального класса F. Радиус — около 2,5 солнечных, светимость — около 8,723 солнечных. Эффективная температура — около 6273 К.
Второй компонент — жёлто-белая звезда спектрального класса F.